# North Creek (New York)
Pour les articles homonymes, voir North Creek.
North Creek est une localité et une census designated place américaine située dans la municipalité de Johnsburg du comté de Warren dans l'État de New York. Elle est située au cœur du parc Adirondack et est le terminus de l'historique Adirondack Railway qui reliait Saratoga Springs à North Creek. En 2020, la population s'élevait à 562 habitants.

## Histoire
North Creek est le terminal nord de l'Adirondack Railway, la première voie ferrée conduisant dans les monts Adirondacks, construite par Thomas Clark Durant, entre 1864 et 1871. C'est dans cette gare que le vice-président Theodore Roosevelt apprit le décès du président William McKinley à cinq heures vingt-deux, le 14 septembre 1901, par un télégramme laconique du secrétaire d'État, John Hay qui annonçait :
« Le président est mort à deux heures quinze ce matin. »